# المعزبة (سباح)

تعديل مصدري - تعديل

المعزبة هي إحدى قرى عزلة سباح بمديرية سباح التابعة لمحافظة أبين، بلغ تعداد سكانها 79 نسمة حسب تعداد اليمن لعام 2004.